# 마그마 (밴드)
마그마(Magma)는 대한민국의 록 밴드이다. 1980년에 MBC 대학가요제에서 〈해야〉로 은상을 수상하였다 이후 독보적인 음색(조하문)과 연주로 많은 이들에게 사랑을받으며 독집앨범을 내기까지한다 .한국록의 한획을긋는  특출난 연주와 노래로 지금까지도 많은이들에게 사랑받고 있는 밴드이다

## 구성원
- 조하문 - 보컬, 베이스
- 김광현 - 기타
- 문영식 - 드럼

## 음반
- 1981년 10월 10일 - Magma
- 2011년 6월 13일 - 해야 (리마스터링)

## 수상 경력
- 1980년 제4회 MBC 대학가요제 은상